# Dave Draper
David Draper (* 16. April 1942 in Secaucus, New Jersey; † 30. November 2021; bekannt als Der blonde Bomber) war ein US-amerikanischer Bodybuilder, Schauspieler und Autor.

## Leben und Karriere
Draper trainierte bereits mit 10 Jahren regelmäßig mit Gewichten. In der High School betrieb er auch Wrestling, Gymnastik und Schwimmen, war jedoch am meisten vom Krafttraining mit Gewichten angetan. Mit 21 Jahren gewann er den Titel Mr. New Jersey. Sechs Monate später zog er nach Santa Monica, Kalifornien, wo er bis 1969 für Joe Weiders Firma Weider Barbell Co. arbeitete. Während dieser Zeit war er auch als Filmschauspieler tätig.
In Kalifornien trainierte Draper anfangs im The Dungeon, später im Gold's Gym. Zu seinen Trainingspartnern zählten Frank Zane, Arnold Schwarzenegger, Franco Columbu und Mike Katz.
Draper gestand später, Steroide benutzt zu haben und zeitweise alkoholabhängig gewesen zu sein. Aufgrund von durch Arteriosklerose ausgelösten Herzproblemen musste er sich mehrfach Herzoperationen unterziehen. Nach Aussage seiner Ärzte sollen seine Herzprobleme jedoch nicht durch Steroidmissbrauch hervorgerufen worden sein.
Am 30. November 2021 starb er in seiner Wohnung.
Draper war 183 cm groß und hatte ein Wettkampfgewicht von ca. 102 kg.

## Titel
- 1962: Mr. New Jersey
- 1965: IFBB Mr. America Tall Class & Overall, 1st
- 1966: IFBB Mr. Universe Tall Class & Overall, 1st
- 1967: Mr. Olympia 4th
- 1970: AAU Mr. World 3rd
- 1970: IFBB Mr. World Tall & Overall, 1st
- 1970: NABBA Mr. Universe Tall, 3rd

## Filme
- 1963: Wer hat in meinem Bett geschlafen? (Who's Been Sleeping in My Bed?)
- 1966: Mollymauk, der Wunderknabe (Lord Love a Duck)
- 1966: Drei auf einer Couch (Three on a Couch)
- 1966: Nicht so schnell, mein Junge (Walk Don't Run)
- 1967: Die nackten Tatsachen (Don't Make Waves)

## Bücher
- Brother Iron, Sister Steel ISBN 1-931046-65-4
- Your Body Revival: Weight Loss Straight Talk ISBN 1-931046-34-4